# Zdzisław Bieniek
Zdzisław Julian Bieniek (ur. 9 maja 1930 w Krakowie, zm. 21 grudnia 2017) – polski piłkarz, reprezentant kraju i olimpijczyk.

## Życiorys
Przez niemal całą karierę związany z Garbarnią Kraków. Jako jej zawodnik grał w reprezentacji Polski juniorów.
W reprezentacji A rozegrał 7 spotkań, debiutował 25 maja 1952 w przegranym spotkaniu rozegranym w Bukareszcie z reprezentacją Rumunii (0:1).
Wystąpił w 1952 na igrzyskach olimpijskich w Helsinkach, z dwóch meczów rozegranych przez polską drużynę zagrał w spotkaniu z Danią.
Pochowany na cmentarzu Podgórskim (kwatera XXVII-zach.-5).

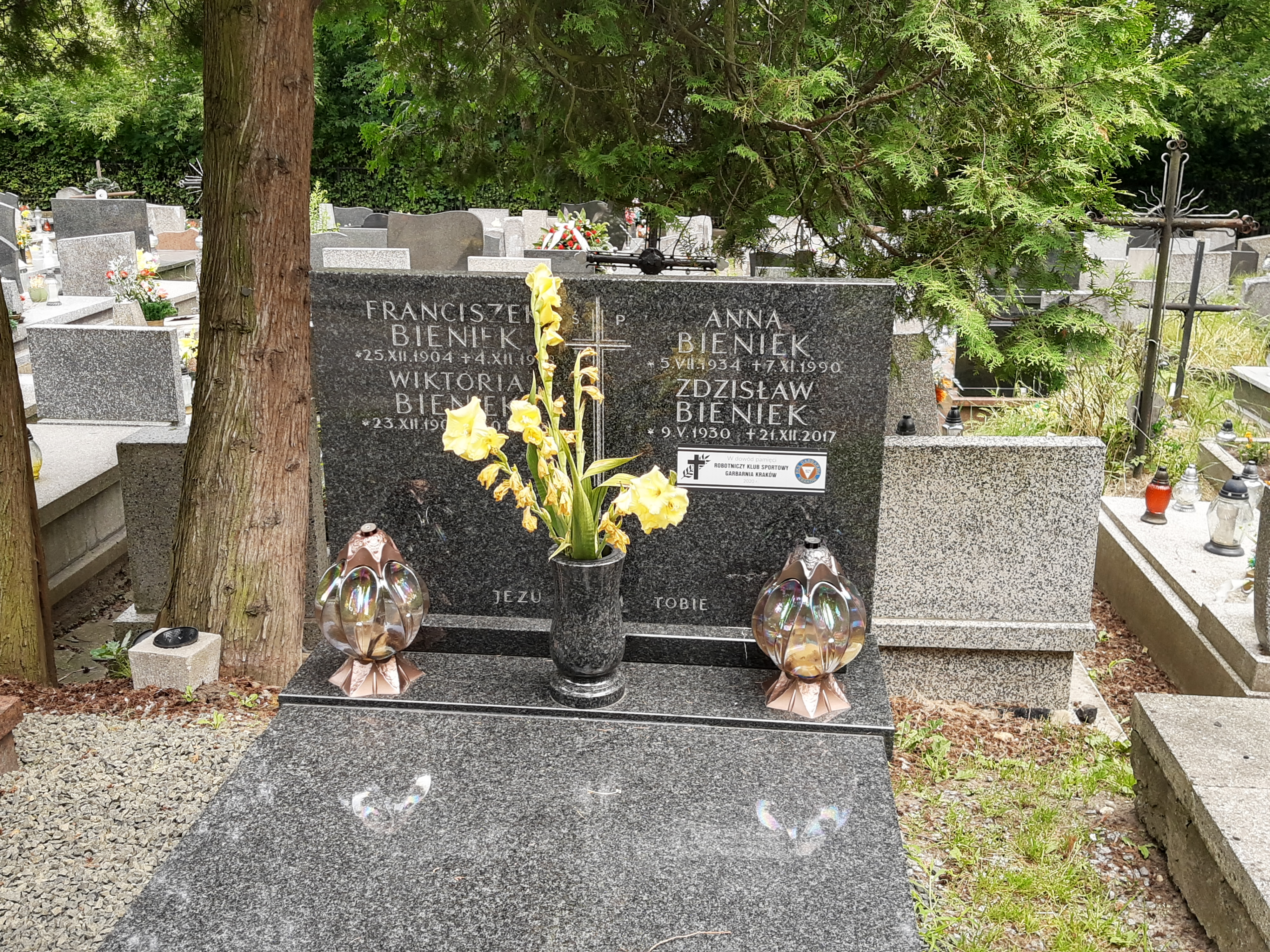
Grób Zdzisława Bieńka na Cmentarzu Podgórskim

| Mecze i gole w reprezentacji | Mecze i gole w reprezentacji | Mecze i gole w reprezentacji | Mecze i gole w reprezentacji | Mecze i gole w reprezentacji | Mecze i gole w reprezentacji | Mecze i gole w reprezentacji | Mecze i gole w reprezentacji |
| Lp.                          | Data                         | Miasto                       | Przeciwnik                   | Gol                          | Wynik                        | Czas gry                     | Rozgrywki                    |
| ---------------------------- | ---------------------------- | ---------------------------- | ---------------------------- | ---------------------------- | ---------------------------- | ---------------------------- | ---------------------------- |
| 1.                           | 25.05.1952                   | Bukareszt                    | Rumunia                      |                              | 0:1                          | 90'                          | towarzyski                   |
| 2.                           | 21.07.1952                   | Turku                        | Dania                        |                              | 0:2                          | 90'                          | IO 1952                      |
| 3.                           | 14.09.1952                   | Praga                        | Czechosłowacja               |                              | 2:2                          | 90'                          | towarzyski                   |
| 4.                           | 10.05.1953                   | Wrocław                      | Czechosłowacja               |                              | 1:1                          | 90'                          | towarzyski                   |
| 5.                           | 13.09.1953                   | Sofia                        | Bułgaria                     |                              | 2:2                          | 90'                          | towarzyski                   |
| 6.                           | 29.11.1953                   | Tirana                       | Albania                      |                              | 0:2                          | 90'                          | towarzyski                   |
| 7.                           | 26.09.1954                   | Rostock                      | NRD                          |                              | 1:0                          | 13'                          | towarzyski                   |